# ACOT13
ACOT13‏ (Acyl-CoA thioesterase 13) هوَ بروتين يُشَفر بواسطة جين ACOT13 في الإنسان.